# Orde van de Discipline en de Witte Adelaar
De Orde van de Discipline en de Witte Adelaar, Duits: Orden der Disziplin und des weißen Adlers in Österreich, moet een ridderorde in Oostenrijk zijn geweest, maar er bestaan geen betrouwbare historische bronnen over. Johann Georg Krünitz en Gustav Adolph Ackermann noemen de Orde waarvan wordt vermeld dat de Ridders de grenzen verdedigden en het katholieke geloof over de grenzen van het Heilige Roomse Rijk moesten verbreiden. Zij droegen volgens Krünitz een witte adelaar als symbool van de reinheid van hun zeden op een blauwe mantel die de hemel moest voorstellen. De stichter zou 'een Oostenrijkse Aartshertog' zijn geweest .